# 彭賢
彭賢（1884年—1959年）字相亭，别号香庭，生于今辽宁省新民县东高台子村，中华民国银行家。

## 生平
1884年，彭贤生于新民县东高台子村。后来，彭贤赴奉天投靠张作霖，历任军需官、官银奉天分号襄理、东三省官银号总办、边业银行总裁等职，受到奉系军阀张作霖、张学良父子之信任。
满洲国成立后，彭贤拒绝出任伪职。他在辽阳曾经出资二千元赈济辽阳城西的灾民。
中华人民共和国成立后，彭贤迁居北京。1959年病逝，享年75岁。安葬在北京东北义园。

## 家庭
- 父：彭万荣。传说张作霖在今辽宁新民、黑山地区活动时，遭清军击败。张作霖遂躲藏在新民人彭万荣开的油粮坊，才得脱身。张作霖感念彭万荣的救命之恩，表示将来定会厚报。后彭万荣逝世时，告诉家人危难之时可去找张作霖。另一种传说称，救张作霖的并非彭万荣，而是彭贤本人。[2]

## 逸事
彭贤的妻子是辽阳人，希望在辽阳城内建一所住宅居住。彭贤便在辽阳城东购买土地，于民国十年（1921年）春开始兴建彭家公馆，彭家公馆此后各种单位占用作为办公地点。现被辟为辽阳民俗博物馆，电影《白毛女》、《一代宗师》曾在彭家公馆取景。